# Пондероза-Парк (Колорадо)
Пондероза-Парк (англ. Ponderosa Park) — переписна місцевість (CDP) в США, в окрузі Елберт штату Колорадо. Населення — 3334 особи (2020).

## Географія
Пондероза-Парк розташована за координатами 39°23′55″ пн. ш. 104°38′8″ зх. д. / 39.39861° пн. ш. 104.63556° зх. д. (39.398730, -104.635535).  За даними Бюро перепису населення США в 2010 році переписна місцевість мала площу 37,67 км², уся площа — суходіл.

### Клімат
| Клімат : Пондероза-Парк | Клімат : Пондероза-Парк | Клімат : Пондероза-Парк | Клімат : Пондероза-Парк | Клімат : Пондероза-Парк | Клімат : Пондероза-Парк | Клімат : Пондероза-Парк | Клімат : Пондероза-Парк | Клімат : Пондероза-Парк | Клімат : Пондероза-Парк | Клімат : Пондероза-Парк | Клімат : Пондероза-Парк | Клімат : Пондероза-Парк | Клімат : Пондероза-Парк |
| Показник                | Січ.                    | Лют.                    | Бер.                    | Квіт.                   | Трав.                   | Черв.                   | Лип.                    | Серп.                   | Вер.                    | Жовт.                   | Лист.                   | Груд.                   | Рік                     |
| Середній максимум, °C   | 6,1                     | 7,8                     | 10,6                    | 15,6                    | 20,6                    | 26,7                    | 30,0                    | 28,9                    | 25,0                    | 18,9                    | 11,1                    | 7,2                     | 17,2                    |
| Середній мінімум, °C    | −9,4                    | −7,8                    | −5                      | −0,6                    | 4,4                     | 9,4                     | 12,8                    | 12,2                    | 7,8                     | 1,7                     | −5                      | −8,3                    | 1,1                     |
| Норма опадів, мм        | 8                       | 8                       | 23                      | 33                      | 64                      | 48                      | 56                      | 48                      | 28                      | 20                      | 18                      | 8                       | 358                     |
| ----------------------- | ----------------------- | ----------------------- | ----------------------- | ----------------------- | ----------------------- | ----------------------- | ----------------------- | ----------------------- | ----------------------- | ----------------------- | ----------------------- | ----------------------- | ----------------------- |
| Джерело: Weatherbase    |                         |                         |                         |                         |                         |                         |                         |                         |                         |                         |                         |                         |                         |

## Демографія
Згідно з переписом 2010 року, у переписній місцевості мешкали 3232 особи в 1180 домогосподарствах у складі 949 родин. Густота населення становила 86 осіб/км².  Було 1208 помешкань (32/км²).
Расовий склад населення:
| - 95,2 % — білих - 0,7 % — азіатів - 0,6 % — корінних американців - 0,6 % — чорних або афроамериканців - 0,1 % — вихідців з тихоокеанських островів - 1,0 % — осіб інших рас |

До двох чи більше рас належало 1,8 %. Частка іспаномовних становила 5,6 % від усіх жителів.
За віковим діапазоном населення розподілялося таким чином: 23,7 % — особи молодші 18 років, 67,8 % — особи у віці 18—64 років, 8,5 % — особи у віці 65 років та старші. Медіана віку мешканця становила 45,4 року. На 100 осіб жіночої статі у переписній місцевості припадало 98,4 чоловіків;  на 100 жінок у віці від 18 років та старших — 98,8 чоловіків також старших 18 років.
Середній дохід на одне домашнє господарство  становив 114 198 доларів США (медіана — 96 324), а середній дохід на одну сім'ю — 128 670 доларів (медіана — 103 849). За межею бідності перебувало 5,5 % осіб, у тому числі 8,6 % дітей у віці до 18 років та 10,7 % осіб у віці 65 років та старших.
Цивільне працевлаштоване населення становило 1896 осіб. Основні галузі зайнятості: будівництво — 18,5 %, освіта, охорона здоров'я та соціальна допомога — 13,7 %, роздрібна торгівля — 13,3 %.